# Mohammed Gammoudi
Mohammed Tlili ben Abdallah (àrab: محمد التليلي بن عبدالله, Muḥammad at-Talīlī b. ʿAbd Allāh), més conegut com a Mohammed Gammoudi (àrab: محمد القمودي, Muḥammad al-Qamūdī), (Sidi Ach, 11 de febrer de 1938) és un ex atleta tunisià especialista en fons.
Fou un dels pioners africans en les proves atlètiques de fons. Guanyà quatre medalles olímpiques en tres edicions diferents dels Jocs. A Mèxic 1968 assolí l'or olímpic en la disciplina dels 5000 metres. També guanyà 5 medalles, quatre d'elles d'or, en Jocs del Mediterrani.

## Palmarès

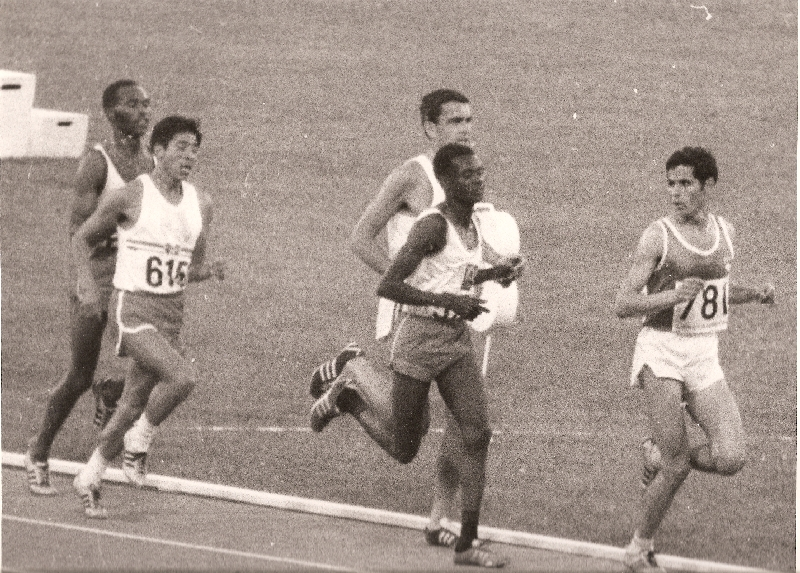
Final dels 5000 metres a Mèxic

### Jocs Olímpics d'Estiu
- Jocs Olímpics d'estiu de 1964 a Tòquio:  argent en 10.000 metres
- Jocs Olímpics d'estiu de 1968 a Ciutat de Mèxic
  -  or en 5.000 metres
  -  bronze en 10.000 metres
- Jocs Olímpics d'estiu de 1972 a Múnic:  argent en 5.000 metres

### Campionat del Consell Internacional d'Esport Militar
- 1965 :  or en camp a través
- 1967 :  or en camp a través
- 1968 :  or en camp a través

### Campionat Internacional de cross-country
- 1965 :  bronze
- 1968 :  or

### Jocs del Mediterrani
- 1963 :  or en 5.000 i 10.000 metres
- 1967 :  or en 5.000 i 10.000 metres
- 1971 :  argenten 5.000 metres

### Campionat magrebí d'atletisme
- 1967 :  or en 5.000 i 10.000 metres
- 1968 :  or en 5.000 metres
- 1969 :  or en 5.000 i 10.000 metres
- 1970 :  or en 5.000 metres
- 1971 :  or en 5.000 i 10.000 metres

### Campionat magrebí de cross-country
- 1967 :  or
- 1967 :  or
- 1969 :  or

### Campionat de Tunísia de cross-country
- Vencedor : 1962, 1963, 1965, 1968, 1971, 1972, 1975, 1976

### Campionat de Tunísia d'atletisme
- Campió de 1.500 metres : 1962, 1963, 1967, 1968
- Campió de 5.000 metres : 1963, 1967, 1968, 1970
- Campió de 10.000 metres : 1970, 1971